# 張春橋
張 春橋（ちょう しゅんきょう、ヂャン チュンチャオ、1917年2月1日 - 2005年4月21日）は、中国の政治家。四人組の一人であり、中国共産党中央政治局常務委員会委員、国務院副総理を務めた。

## 経歴
山東省の出身。済南の正誼中学を卒業すると中国国民党の外郭団体に職を得て、その援助で雑誌を主宰したり文筆活動を展開。1935年に上海へ出るも魯迅から批判され、1937年に済南へ戻り更に延安に赴き抗日活動に従事。翌1938年に中国共産党に入党して、『晋察冀日報』『新石門日報』各紙の編集長を歴任。中華人民共和国成立後は、『解放日報』の編集長、上海市常任委員、宣伝部長、上海市書記候補などの役職に就く。
1958年に『ブルジョア法権思想を排除せよ』を発表し、毛沢東に絶賛された。翌年に上海の党委員会へ赴任し、政治研究室主任や宣伝部長を歴任。1966年に江青の引き立てで中国共産党の中央文革小組の副組長に抜擢され、年が明けると王洪文・姚文元と共に上海市政府・上海市党委員会の首脳部への糾弾を行なって失脚に追い込み（一月風暴）、文化大革命の発動に関わった。
その後も文革の高揚に伴い権勢をふるい、1969年4月の第9回党大会で党中央委員に選出され、同月28日の共産党第9期中央委員会第1回全体会議（第9期1中全会）で党中央政治局委員に選出される。
1973年8月30日の第10期1中全会では党政治局常務委員会委員に選出。1975年1月17日の第4期全国人民代表大会第1回会議において国務院副総理に任命され、同年より中国人民解放軍総政治部主任を務めた。
1975年に『ブルジョア階級に対する全面的独裁に就て』を発表し、『プロレタリア独裁理論学習運動』を発動した。
毛沢東の死後の1976年10月6日に四人組の一人として逮捕され、隔離審査されることになる。1977年7月の第10期3中全会において「国民党特務分子（スパイ）」として批難され、党籍を永久に剥奪された上で、党内外の一切の職務を解任された。
1981年1月、最高人民法院特別法廷で、執行猶予2年付き死刑判決。法廷では黙秘を貫く。1983年1月、無期懲役、終身の政治権利の剥奪に減刑。1997年12月、懲役18年、10年間の政治権利の剥奪に再減刑を受けた。1998年1月、健康状態を理由に仮出所。2005年4月21日、胃癌のため88歳で死去した。